# Akrilamid
Akrilamid ali akril amid je kemična spojina s kemijsko formulo C3H5NO. Njegovo IUPAC ime je prop-2-enamide. Je bela kristalna snov brez vonja, topen v vodi, etanolu, etru in kloroformu. Akrilamid je nezdružljiv s kislinami, bazami, oksidanti, železom in železovimi solmi. Pri ne-termičnem obdelovanju nastaja amonijak, pri termičnem pa proizvaja ogljikov monoksid, ogljikov dioksid in dušikov oksid.
Akrilamid se pripravlja na industrijski ravni s hidrolizo akrilonitrila z nitril hidratom.
Največ akrilamida se uporablja za sintezo poliakrilamidov, ki nudi veliko načinov uporabe na primer v vodi topnih sredstev za zgoščevanje. Te vključujejo uporabo pri čiščenju odpadne vode, gelsko elektroforezo, izdelavo papirja, predelavo rude in izdelavo trajnih tiskarskih tkanin. Nekaj akrilamida se uporablja za proizvodnjo barv in izdelavo drugih monomerov.
Akrilamid se uporablja tudi v mnogih kuhanih škrobnih živilih in velja za možno rakotvorno snov. Akrilamid so naključno odkrili v živilih v aprilu 2002 švedski znanstveniki v škrobnih živilih, kot so čips, pečen krompir in kruh, ko so bila le-ta segrevana (proizvodnja akrilamida v ogrevalnem postopku je tako veljala za temperaturno odvisno). Tega ni bilo v hrani, ki je bila kuhana ali v hrani, ki ni bila segrevana.
V februarju 2009 je Kanadska organizacija Zdravje napovedala, da so ocenjevali, ali je akrilamid, ki se pojavlja pri postopkih pečenja krompirja, ćipsa in pri ostalih procesih predelave hrane, nevaren za ljudi in ali je potrebno sprejeti kakršnekoli ureditvene ukrepe. Trenutno zbirajo podatke o lastnostih in razširjenosti akrilamida, da bi lahko podali svojo oceno. Decembra 2009, po pozitivnem prejemu iz prehrambene industrije, so povprašali javnost o tem predlogu.
Evropska agencija za kemijo je v marcu 2010 dodala akrilamid na seznam snovi, ki močno zbujajo skrb.

## Laboratorijska uporaba
Poliakrilamid je bil prvič uporabljen v laboratorijih v začetku leta 1950. Leta 1959 sta skupini Davis in Ornstein ter Raymond in Weintraub neodvisno objavili uporabo poliakrilamidnega gela za ločevanje nabitih molekul. Ta tehnika se razširjeno uporablja tudi danes in je še vedno pogosti protokol v laboratorijih molekularne biologije.
Akrilamid ima še veliko drugih načinov uporabe v molekularnih bioloških laboratorijih, vključno z uporabo linearnega poliakrilamida, kot nosilca, ki pomaga pri sedimentaciji majhnih količin DNA. Mnoga podjetja za laboratorijsko uporabo prodajajo LPA.

## Pripravljena živila

### Surova živila
Akrilamid se pojavlja v črnih olivah, suhih slivah in suhih hruškah.

### Herbicidi
Akrilamid je lahko naravni izdelek razpada poliakrilamida, ki se uporablja kot zgoščevalno sredstvo v nekaterih komercialnih herbicidih. Laboratorijski testi so pokazali, da lahko toplota in svetloba razkrojita poliakrilamid v akrilamid.

### Kajenje cigaret
Kajenje cigaret je glavni vir akrilamida.

### Pijače
Ocena razmerja akrilamida v prehrani odraslih, med uživanjem kave od dvajset do štirideset odstotkov; slivov sok ima veliko več akrilamida; kavo spijejo v manjših količinah.

### Metode kuhanja, ki vplivajo na proizvodnjo akrilamida
Akrilamida ni mogoče ustvariti s kuhanjem in zelo malo surove hrane vsebuje zaznavne količine.
Rjavenje med peko, cvrtje in globoko cvrtje proizvaja akrilamid, ter preveč kuhana hrana tudi proizvaja velike količine akrilamida. PDA analizira veliko prehrambenih produktov za raven akrilamida, od leta 2002. Rezultate analize lahko najdete tukaj.